# Venture capital
Il capitale di rischio, detto anche venture capital o venture cap, è l'attività di investimento capitalistico per finanziare l'avvio o la crescita di un'attività in settori ad elevato potenziale di sviluppo, innovazione e attrattiva, anche se l'investimento è rischioso (tale per cui un altro individuo o un'istituzione come una banca non lo intraprenderebbe). I target degli investimenti sono delle società, incluse le startup.
L'investitore che mette a disposizione un fondo di venture capital, anche fondato da lui stesso e anche se non gestito/diretto da lui stesso, si dice capitalista di rischio (VC), da non confondere con l'angel investor anche se entrambi sono attori nella private equity financing.
L'attività di finanziamento tramite un fondo di capitale di rischio viene detta venture capital financing o venture capital funding (mentre la controparte che riguarda l'angel investor viene detta "angel investing").

## Storia
All'inizio del Novecento, Geroges Doriot, un francese emigrato negli Stati Uniti per laurearsi in economia e lavorare in una banca commerciale, ha fondato la prima compagnia di venture capital, la American Research and Development Corporation ARDC, che raccoglieva il denaro anche da gente comune e non solo da benestanti. Alcuni membri della ARDC fondarono simili compagnie, per esempio la Morgan Holland Ventures e la Greylock Ventures. Tra le prime società sostenute dal venture capital financing si conta la Fairchild Semiconductor FCS, una celebre produttrice di semiconduttori. All'epoca, le tecnologie che produceva erano emergenti.
Nel 1938, Laurance S. Rockefeller hanno contribuito a finanziare la creazione di Eastern Air Lines e Douglas Aircraft, e la famiglia Rockefeller aveva vasti possedimenti in una varietà di aziende. Nello stesso anno, Eric M. Warburg fonda EM Warburg & Co., che finirà per diventare Warburg Pincus, con investimenti in entrambe le operazioni leveraged buyout e capitali di rischio.
La famiglia Wallemberg ha fondato Investor AB nel 1916 in Svezia e sono stati i primi investitori in diverse aziende svedesi come ABB, Atlas Copco, Ericsson, ecc. nella prima metà del XX° secolo.
Un atto storico legato allo sviluppo dei fondi di venture capital negli Stati Uniti è l'approvazione dell'Investment Act del 1958, approvato cinque anni dopo l'istituzione della US Small Business Association. Nei due decenni successivi, il numero di fondi di venture capital è aumentato ed è nata la National Venture Capital Association.
Negli anni '80, queste società hanno subito perdite a causa dell'emergere di fondi di capital venture concorrenti al di fuori degli Stati Uniti. All'inizio degli anni 2000, esse hanno subito un duro colpo a causa della bolla delle dot-com (in questo periodo si aggiungono anche svariati scandali finanziari di grandi corporation, e.g. Enron, WorldCom, Parmalat...).
Dopo questo periodo di scandali, le attività di venture capital financing sono tornate in piena attività, superando anche la crisi del 2008.

## Descrizione
Un fondo di venture capital investe principalmente in capitale finanziario nelle imprese che sono troppo rischiose per i mercati dei capitali standard o dei prestiti bancari.
Spesso lo stesso nome è dato ai fondi creati appositamente, mentre i soggetti che effettuano queste operazioni sono detti venture capitalist.
Nella maggioranza dei casi, i fondi necessari sono erogati da limited partnership o holding in aziende che per natura della attività e stadio di sviluppo non risultano finanziabili dai tradizionali intermediari finanziari (come ad esempio le banche). Il venture capital è una categoria del settore del private equity, che raggruppa tutte le categorie di investimenti in società non quotate su un mercato regolamentato.
L'investimento di venture capital si caratterizza per i seguenti elementi:
- fase di sviluppo: investe in idee imprenditoriali particolarmente promettenti (seed financing) e società in startup nelle prime fasi di vita (venture financing) fin dalle fasi pre revenue, ovvero senza che siano ancora stati approntati i prodotti/servizi da vendere e quindi nella fase di investimento in prodotto
- ambiti tecnologici: investimenti in aree ad alto contenuto di innovazione
- rischio: le società in cui i fondi di venture capital investono sono caratterizzate dalla contemporanea presenza di un elevato rischio operativo, ovvero non ha ancora chiaro se la società avrà un mercato per i propri prodotti, e rischio finanziario, per cui l'investitore non sa se avrà modo di recuperare il capitale investito.

Un fondo di venture capital è disposto a sopportare il rischio a fronte di un rendimento futuro atteso altrettanto elevato. Storicamente il tasso di rendimento dei fondi di Venture Capital è stato del 27% nel periodo 1980-2004, ma con un addossamento dei ritorni maggiori intorno a tre picchi: 1978-1980 (picco dei software), fine anni ottanta (picco delle biotecnologie), fine anni novanta-inizio anni duemila (avvento ICT e internet). Statisticamente i picchi di rendimento delle venture hanno anticipato di circa un anno il picco delle bolle speculative del mercato.
Molte società legate alla tecnologia dell'informazione sono nate grazie ad operazioni di venture capital come ad esempio Google, Facebook o per l'Italia Tiscali. Durante il ciclo di sviluppo borsistico degli anni 2000 la maggior parte del denaro che inizialmente venne fornito alle cosiddette società dot-com derivava proprio da operazioni di venture capital.
All'interno dell'Unione europea, per operare una venture capital si necessita di un capitale sociale non inferiore a 2 milioni di euro indicizzato in società per azioni o in accomandita per azioni.
Si effettua richiesta presso la Banca d'Italia e dopo l'autorizzazione si è soggetti al controllo della Consob, della commissione di Borsa Italiana e dell'antitrust sia italiano che comunitario.
Colui che riceve sostegno economico ed organizzativo deve aprioristicamente periziare l'opera di sua proprietà patrimoniale, attivare fideiussioni creditizie presso banche d'affari e/o commerciali e fideiussioni assicurative presso compagnie di assicurazioni danni e creditizie.
La maggior parte degli operatori venture italiani, dopo il boom di fine millennio, hanno cessato l'attività, riqualificandosi come fondi d'investimento, spesso speculativi (fondo speculativo).
Un particolare tipo di investimento, assimilabile al Venture Capital, è il cosiddetto finanziamento collettivo, modalità di investimenti in cui il capitale necessario è raccolto da un vasto numero di persone.

### Struttura (responsabilità e governance)
Le società di venture capital sono tipicamente strutturate come società di persone, i soci accomandatari sono come i responsabili dell'azienda e hanno il potere di gestire fondi di venture capital siccome si riuniscono in un comitato (committee, se sono più di un membro), selezionano la società target (può avere un progetto innovativo anche se rischioso o può appartenere a un campo dalle buone probabilità di sviluppo e può anche essere una startup di fascia nano-cap). L'investimento avviene attraverso la partecipazione azionaria, ovvero l'acquisto di azioni e obbligazioni (cioè di security che permettono l'equity financing in corporate finance). Gli altri soci investitori che cedono il diritto di gestione al socio/soci accomandatari e contribuiscono a formare il fondo tramite versamenti sono detti soci accomandanti. Questi ultimi, nel caso in cui il fondo accumula debiti, hanno responsabilità limitata (ne rispondono nei limiti dei soldi nel fondo), mentre il socio accomandatario ha responsabilità illimitata siccome ne può rispondere anche con il proprio patrimonio personale. La forma giuridica è dunque quella di una società in accomandita.
Negli Stati Uniti, i fondi di venture capital sono solitamente strutturati come una società a responsabilità limitata detta "Limited partnership" (LP), che corrisponde largamente alla società in accomandita nell'ordinamento italiano. Il socio accomandatario, che ha responsabilità illimitata, si dice "general partner", mentre gli altri soci accomandanti, cioè coloro che cedono il diritto di gestione, si dicono "limited partner". La limited partnership non è una persona giuridica.

### Struttura dei fondi
La maggior parte dei fondi di venture capital hanno una durata fissa di 10 anni, con la possibilità in pochi anni di proroghe per consentire alle aziende private ancora in cerca di liquidità. Il ciclo di investimento per la maggior parte dei fondi è in genere tra 3-5 anni, dopo di che l'attenzione e la gestione fanno seguito agli investimenti in un portafoglio già esistente.
Questo modello è stato lanciato da fondi di successo nella Silicon Valley nel 1980 per investire in trend tecnologici in generale, ma solo durante il periodo di ascesa, e ridurre l'esposizione a rischi di gestione e commercializzazione di ogni singola impresa o il suo prodotto.
In tale fondo, gli investitori hanno un impegno fisso per esso che è inizialmente finanziato e successivamente "chiamato giù" dal fondo di venture. Ci sono sanzioni sostanziali per un socio accomandante (o investitore) che non riesce a partecipare al contributo nel capitale.
Nel momento in cui tutto il denaro è stato raccolto, il fondo viene chiuso, e inizia il ciclo di vita di 10 anni.
Alcuni fondi subiscono una chiusura parziale quando una metà (o qualche altro importo) del fondo è stata sollevata. L'annata si riferisce generalmente all'anno in cui il fondo è stato chiuso e può servire come un mezzo per stratificare i fondi di capitale di rischio per il confronto.
Questo mostra la differenza tra una società di gestione di fondi di venture capital e fondi di venture capital gestiti da loro.
Dal punto di vista degli investitori, i fondi possono essere: 
- tradizionali, in cui tutti gli investitori possono investire con un piano di parità
- asimmetrici, dove diversi investitori hanno termini diversi.

### Finanziamenti
Ottenere il capitale di rischio è sostanzialmente diverso da sollevare un debito o un prestito da un finanziatore. I creditori hanno il diritto legale di interessi su un prestito e rimborso del capitale, a prescindere dal successo o il fallimento di un'azienda. Il capitale di rischio è investito in cambio di una quota di partecipazione nel business. In qualità di azionista, il ritorno del venture capitalist dipende dalla crescita e dalla redditività del business. Questo ritorno è generalmente guadagnato quando il venture capitalist "esce" vendendo le sue partecipazioni quando l'azienda viene venduta ad un altro proprietario.
I venture capitalist sono in genere molto selettivi nel decidere quanto investire in un fondo. Questi ultimi sono più interessanti a venture se hanno un potenziale di crescita eccezionalmente elevato, in quanto solo tali opportunità sono probabilmente in grado di fornire i rendimenti finanziari ed eventi, superati con successo entro i termini previsti (tipicamente 3-7 anni) che i venture capitalist si aspettano.
I venture capitalist sono tenuti a nutrire le società nelle quali investono, al fine di aumentare la probabilità di raggiungere una fase di IPO quando le valutazioni sono favorevoli. I venture capitalist di solito assistono in quattro fasi di sviluppo della società: 
- Generazione di idee
- Start-up
- Rampa
- Uscita

Dato che non ci sono scambi pubblici dell'annuncio di titoli, le società private si incontrano con le società di venture capital e altri investitori di private equity in diversi modi.
Se una società ha i capitalisti con qualità venture cercano un solido business plan, un buon team di gestione, investimenti e passione da parte dei fondatori, un buon potenziale per effettuare l'investimento prima della fine del loro ciclo di finanziamento, e indirizzare i rendimenti minimi superiori a il 40% all'anno, sarà più facile per raccogliere capitale di rischio.

### Differenze geografiche
Il capitale di rischio, come industria, nata negli Stati Uniti, e le aziende americane sono state tradizionalmente le maggiori partecipanti nel venture con la maggior parte del capitale di rischio ad essere schierato in aziende americane. Tuttavia, sempre più, gli investimenti di altri stati in venture sono in crescita, e il numero e la dimensione del non -USA venture capitalist sono in continua espansione.
Il capitale di rischio è stato utilizzato come strumento di sviluppo economico in una varietà di regioni in via di sviluppo. In molte di queste regioni, con settori finanziari meno sviluppati, il capitale di rischio ha un ruolo nel facilitare l'accesso ai finanziamenti per le piccole e medie imprese (PMI), che nella maggior parte dei casi non sarebbero ammissibili per ricevere prestiti bancari.
Nel 2008, a fronte di investimenti in fondi internazionali (13,4 miliardi di dollari investiti altrove), c'è stata una crescita media del 5% nelle offerte di capitale di rischio al di fuori degli Stati Uniti, soprattutto in Cina e in Europa. Le differenze geografiche possono essere significative. Ad esempio nel Regno Unito, il 4% degli investimenti britannici va al capitale di rischio, rispetto a circa il 33% negli Stati Uniti.

#### Stati Uniti
I venture capitalist hanno investito circa 29,1 miliardi di dollari nelle 3752 piccole/medie aziende offerte negli Stati Uniti durante il quarto trimestre del 2011, secondo un rapporto della National Venture Capital Association. Gli stessi numeri per tutto il 2010 sono stati 23,4 miliardi di dollari nelle 3496 occasioni. Un sondaggio National Venture Capital Association ha rilevato che la maggioranza (69%) di venture capitalist ha previsto che gli investimenti di venture negli Stati Uniti avrebbero livellato tra $ 20-29 000 000 000 in 2007.
Secondo un rapporto da Dow Jones VentureSource, il finanziamento del capitale di rischio è sceso a 6,4 miliardi di dollari negli Stati Uniti nel primo trimestre del 2013, un calo dell'11,8% rispetto al primo trimestre del 2012, e un calo del 20,8 % dal 2011. Società di venture hanno aggiunto 4,2 miliardi di dollari nei loro fondi di quest'anno, passando da 6,3 miliardi di dollari nel primo trimestre del 2013, ma fino a 2,6 miliardi di dollari nel quarto trimestre del 2012.

#### Messico
L'industria del Venture Capital in Messico è un settore in rapida crescita che con il sostegno delle istituzioni e dei fondi privati, si stima di raggiungere i 100 miliardi di dollari investiti entro il 2018.

#### Israele
In Israele l'imprenditorialità high-tech e venture capital sono fiorite ben oltre la dimensione relativa al paese. Avendo ben poche risorse naturali, storicamente, Israele è stato costretto a costruire la sua economia sulle industrie basate sulla conoscenza, la sua industria VC si è rapidamente sviluppata e oggi ha circa 70 fondi di venture capital attivi, di cui 14 VC internazionali con uffici israeliani e ulteriori 220 fondi internazionali che investono attivamente in Israele. Inoltre, a partire dal 2010, Israele ha portato il mondo del capitale di rischio investito pro capite. Infatti Israele ha attirato $ 170 per persona rispetto ai 75 dollari negli Stati Uniti. Circa due terzi dei fondi investiti erano da fonti estere. Nel 2013 è entrato Wix.com 62 e altre imprese israeliane sul Nasdaq.

#### Canada
Le aziende tecnologiche canadesi hanno attirato l'interesse da parte della comunità di venture capital globale in parte come risultato di un generoso incentivo fiscale attraverso (SR & ED) il programma di investimenti di credito d'imposta e della ricerca scientifica e dello sviluppo sperimentale. L'incentivo di base a disposizione di qualsiasi società canadese di R & S è un credito d'imposta rimborsabile, che è pari al 20 % di qualificazione. Poiché le regole CCPC richiedono un minimo del 50% di proprietà della società canadese, gli investitori stranieri che desiderano beneficiare del 35% del credito d'imposta devono accettare la posizione di minoranza nella società, che potrebbe non essere desiderabile. Il programma di SR & ED non limita l'esportazione di qualsiasi tecnologia o la proprietà intellettuale che potrebbe essere stata sviluppata con il vantaggio di incentivi fiscali.
Il Canada ha anche una forma abbastanza unica di generazione di capitale di rischio nel suo lavoro sponsorizzato da Venture Capital Corporations (LSVCC). Questi fondi, noti anche come Retail Venture Capital o Lavoro Sponsor Investment Funds (LSIF), sono generalmente sponsorizzati da sindacati e offrono agevolazioni fiscali da parte del governo per incoraggiare gli investitori al dettaglio per l'acquisto dei fondi. In genere questi fondi di Venture Capital al dettaglio investono solo in aziende dove la maggior parte dei dipendenti sono in Canada. Tuttavia, le strutture innovative sono state sviluppate per consentire a LSVCC di dirigere le società controllate da canadesi in società costituite in giurisdizioni al di fuori del Canada.

#### Svizzera
Molte start-up svizzere sono spin-off universitarie, in particolare negli istituti federali di Losanna e Zurigo. Secondo uno studio della London School of Economics su 130 ETH di Zurigo, in 10 anni, circa il 90% di queste ultime sopravvisse ai primi cinque anni (solitamente i più critici), con un IRR medio annuo di oltre il 43%.

#### Europa
L'Europa ha un grande e crescente numero di società di venture attive. Il capitale raccolto nelle regioni, nel 2005, compresi i fondi di buy-out, ha superato 60 000 000 000 €, di cui € 12 600 000 000 sono stati appositamente stanziati per avventurarsi in nuovi investimenti. L'European Venture Capital Association include un elenco di imprese attive. Nel 2006 i primi tre paesi che ricevono il maggior numero di investimenti in venture capital sono stati il Regno Unito (515 quote per € 1 780 000 000), Francia (195 per un valore di € 875 000 000), e Germania (207 per un valore di € 428 000 000) secondo dati raccolti da Library House.
Gli investimenti europei in capitale di rischio nel secondo trimestre del 2007 sono aumentati del 5% per un valore di € 1 140 000 000 rispetto al primo trimestre. Tuttavia, a causa di offerte di grandi dimensioni in investimenti early-stage, il numero di transazioni è sceso del 20% a 213. I risultati del secondo trimestre di investimento di capitale di rischio sono stati significativi in termini di investimenti early-stage, dove fino a € 600 000 000 (circa il 42,8% del capitale totale) sono stati investiti in 126 offerte di inizio del early-stage (che comprendeva oltre la metà del numero totale delle offerte). Nel 2007 il private equity in Italia è pari a € 4.2B.
Nel 2012 in Francia, secondo uno studio del AFIC (Associazione Francese delle imprese VC), € 6.1B sono stati investiti attraverso 1.548 offerte (39% in nuove imprese, il 61% in nuovi cicli).
A differenza degli Stati Uniti, le aziende dei media europei e anche i fondi sono stati, perseguendo un supporto per il modello di business del patrimonio netto, come una forma di investimento in capitale di rischio.

#### Asia
L'India sta rapidamente recuperando terreno con l'Occidente nel settore del venture capital e una serie di fondi di venture capital hanno una presenza nel paese (IVCA). Nel 2006 la quantità totale di private equity e venture capital in India ha raggiunto 7,5 miliardi di dollari in tutto 299 offerte. Nel contesto indiano, il capitale di rischio è costituito da investimenti in equity, ad alto rischio, o di imprese high-tech guidate tecnicamente e professionalmente da imprenditori qualificati. Viene anche definito come fornire seed e startup il finanziamento della prima fase. Si è visto anche come una società di finanziamento ha dimostrato lo stesso potenziale delle imprese straordinarie. Il capitale di rischio si riferisce a investimenti di capitale, netto e debito, entrambi i quali sono soggetti al rischio. Il rischio atteso è molto elevato. Il settore del venture capital segue il concetto di "alto rischio, alto rendimento", l'imprenditorialità innovativa, basata sulla conoscenza del capitale umano e delle imprese ad alta intensità come venture capitalist investe nella finanza rischiosa per incoraggiare l'innovazione.
La Cina sta anche iniziando a sviluppare un settore del venture capital (CVCA).
Il Vietnam sta vivendo i suoi primi venture capital stranieri, tra cui IDG Venture Vietnam ($100 milioni) e DFJ VINACAPITAL ($ 35 milioni).

### Corporate Venture Capital
Per Corporate Venture Capital (CVC) si indicano le attività di investimento in capitale di rischio, secondo le stesse logiche del venture capital, da parte di un'azienda. Gli investimenti possono essere effettuati da una business unit dedicata oppure da una società dedicata che risponde alla capogruppo e che si dedica esclusivamente alle attività d'investimento: nel primo caso, i capitali utilizzati per le attività d'investimento sono spesso provenienti dal capitale della capogruppo; nel secondo, viene attribuito un capitale alla società separata, creando un fondo di corporate venture capital.
Il CVC è un'attività che risale almeno agli anni '70 e Intel Capital è stato uno dei primi esempi di questo genere di attività da parte di una grande azienda. Altri esempi di fondi di cvc sono: Google Ventures, Dell Technologies Capital, Simon Ventures.

## Differenza tra l'angel investor, il private equity fund e l'hedge fund
- L'angel investor, o business angel, è un singolo individuo ad alto patrimonio netto HNWI (a prescindere che sia un investitore accreditato o meno) che, da solo o tramite una rete informale/network, investe parte della sua ricchezza nelle azioni (tipicamente penny stock) di startup innovative e ad alto potenziale per farle crescere tramite del capitale "iniziale", il seed capital. Dopo che cresce, l'angel investor può trarre profitto sotto forma di dividendi dal loro sviluppo; le startup invece crescono e possono ricevere altri investimenti/finanziamenti ancora una volta che diventano profittevoli e attraenti (first round of investment, dopo il seed capital), tale per cui la loro capitalizzazione azionaria aumenta (e.g. da nano-cap diventano micro-cap).
- Il fondo di private equity (e.g. venture capital) invece è un fondo strutturato come limited partnership (LP) e simili, è basato su un gruppo/pool di investitori e ha l'obiettivo/oggetto sociale di investire solitamente in aziende già avviate (sporadicamente in startup) per ricavare profitti e aiutarle a crescere (se in più si stabiliscono le relazioni di livello C (cioè con lo Chief Executive Officer e lo Chief Financial Officer), si può attuare la strategia di Investing in Upside tramite l'affiancamento attivo dei manager del fondo). Il profitto nel medio termine (4-7 anni) risiede nella raccolta di dividendi o nella vendita della partecipazione azionaria a una grande corporation. Possono sbarrare l'accesso tramite una soglia molto alta di contribuzione (entry strategy) o possono raccogliere il capitale di investimento del fondo tramite la compravendita libera di azioni (possono anche quotarsi in borsa). Alcuni fondi LP possono specializzarsi, e.g. real estate partnership se si investe nel real estate. Una LP non è una persona giuridica.
- L'hedge fund è in molti punti analogo a un fondo qualunque di private equity: è tipicamente strutturato come una limited partnership (LP) e, come entry strategy, possono sbarrare l'accesso tramite una soglia molto alta di contribuzione, e.g. 100.000$ o 250.000$ o anche dei milioni di dollari, tale per cui bisogna essere un individuo ad alto patrimonio netto (è raro che siano aperti a tutti). Anche gli hedge fund partecipano alle aziende comprandosi le loro azioni per ricavarne profitti, ma come prima differenza possono agire nella sfera sia della private equity che della public equity siccome le comprano e vendono sia over the counter OTC che in borsa. Il secondo è il fatto che comprano anche i bond, tale per cui non si limitano a praticare il public equity financing e il private equity financing, ma anche il debt financing (vedasi corporate finance). La terza, da cui si intuisce come il loro campo di azione sia vastissimo, deriva dal fatto che gli hedge fund investono in tutte le security, cioè in azioni, obbligazioni ma anche nei derivati come le commodity futures (i derivati sono i forwards, futures, option e SWAP, ognuno con i suoi sottotipi esattamente come per le azioni e le obbligazioni) tramite canali pubblici (borsa) e privati (OTC). Ultimo ma non ultimo, gli hedge fund sono altamente speculativi siccome hanno l'obiettivo di guadagnare il più possibile nel minor tempo possibile e in qualunque modo possibile. In più, siccome sono composti da investitori accreditati, negli Stati Uniti hanno bisogno di meno regolamentazione in base agli stardard della Securities and Exchange Commission (SEC). Gli hedge fund hanno una minima protezione da liquidazione siccome, se non ne avessero, i soci potrebbero ritirare il loro investimento in qualunque momento (il fondo dovrebbe rimborsarli): dopo l'acquisto della partecipazione, i soci non possono ritirare il loro investimento per tipicamente da 3 a 7 anni (medio termine). Questo blocco viene chiamato "lock-up period" e ricorda molto l'IPO Lock-Up nella IPO, che però dura solitamente da tre a sei mesi e riguarda solo coloro che sono già azionisti della società che si quota in borsa. Infine, gli hedge fund sono degli open-end fund siccome possono in teoria emettere un numero infinito di azioni e raccogliere denaro all'infinito, mentre altri fondi possono essere open-end fund oppure closed-end fund, tale per cui non possono emettere azioni e alimentare il fondo con finanziamenti potenzialmente in modo illimitato.

Esistono comunque altri tipi di fondo, come i fondi pensione, i mutual fund e gli exchange-traded fund ETF. Tutti e tre possono essere sia open-end fund che closed-end fund.

## Diffusione

### In Italia
Nel 2022, il venture capital ha raggiunto in Italia un valore pari a 2 miliardi di euro di PIL.